# Веллмен (Айова)
Веллмен (англ. Wellman) — місто (англ. city) в США, в окрузі Вашингтон штату Айова. Населення — 1524 особи (2020).

## Географія
Веллмен розташований за координатами 41°28′9″ пн. ш. 91°50′5″ зх. д. / 41.46917° пн. ш. 91.83472° зх. д. (41.469269, -91.834805).  За даними Бюро перепису населення США в 2010 році місто мало площу 2,94 км², уся площа — суходіл. В 2017 році площа становила 2,75 км², уся площа — суходіл.

## Демографія
Згідно з переписом 2010 року, у місті мешкало 1408 осіб у 608 домогосподарствах у складі 357 родин. Густота населення становила 478 осіб/км².  Було 659 помешкань (224/км²).
Расовий склад населення:
| - 97,3 % — білих - 0,5 % — корінних американців - 0,1 % — чорних або афроамериканців - 0,1 % — азіатів |

До двох чи більше рас належало 1,6 %. Частка іспаномовних становила 1,8 % від усіх жителів.
За віковим діапазоном населення розподілялося таким чином: 24,1 % — особи молодші 18 років, 54,5 % — особи у віці 18—64 років, 21,4 % — особи у віці 65 років та старші. Медіана віку мешканця становила 42,5 року. На 100 осіб жіночої статі у місті припадало 88,5 чоловіків;  на 100 жінок у віці від 18 років та старших — 85,3 чоловіків також старших 18 років.
Середній дохід на одне домашнє господарство  становив 65 416 доларів США (медіана — 56 983), а середній дохід на одну сім'ю — 77 955 доларів (медіана — 71 429). Медіана доходів становила 41 442 долари для чоловіків та 38 594 долари для жінок. За межею бідності перебувало 5,7 % осіб, у тому числі 8,6 % дітей у віці до 18 років та 3,1 % осіб у віці 65 років та старших.
Цивільне працевлаштоване населення становило 765 осіб. Основні галузі зайнятості: освіта, охорона здоров'я та соціальна допомога — 36,6 %, будівництво — 15,0 %, виробництво — 14,6 %.